# Жан Жак, Дэнли
Дэнли Жан Жак (фр. Danley Jean Jacques; род. 20 мая 2000, Пти-Гоав, Западный департамент) — гаитянский футболист, полузащитник клуба «Филадельфия Юнион» и сборной Гаити.

## Клубная карьера
Жан Жак начал карьеру на родине в клубе «Дон Боско». В 2021 году Дэнли перешёл во французский «Мец», где начал выступления за дублирующий состав. 7 июня 2022 года он подписал профессиональный контракт с «Мецем» до июня 2024 года и был переведён в первую команду. 30 июля в матче против «Амьена» он дебютировал в Лиге 2. По итогам сезона игрок помог команде выйти в элиту.
8 августа 2024 года Жан Жак перешёл в клуб MLS «Филадельфия Юнион», подписав контракт до конца сезона 2026 с опциями продления на сезоны 2027 и 2028. Сумма трансфера, выплаченная «Мецу», составила €1,4 млн. «Портленд Тимберс» получил $100 тыс. в общих распределительных средствах за права на него в MLS. За «Юнион» он дебютировал 21 августа в полуфинальном матче Кубка лиг 2024 против «Коламбус Крю», выйдя на замену на 65-й минуте вместо Джека Макглинна.

## Международная карьера
В 2017 году в составе юношеской сборной Гаити Жан Жак принял участие в юношеском чемпионате КОНКАКАФ в Панаме. На турнире он сыграл в матчах против сборных Кюрасао, Панамы и Гондураса.
В 2018 году Жан Жак в составе молодёжной сборной Гаити принял участие в молодёжном чемпионате КОНКАКАФ. На турнире он сыграл в матчах против сборных Сент-Люсии, Бермуд и Барбадоса.
25 марта 2023 года в матче Лиги наций КОНКАКАФ против сборной Монтсеррата Жан Жак дебютировал за сборную Гаити.
Жан Жак был включён в состав сборной на Золотой кубок КОНКАКАФ 2023. 29 июня в матче группового этапа турнира против сборной Мексики он забил свой первый гол за сборную Гаити.

### Голы за сборную Гаити
| №   | Дата         | Место                             | Противник | Счёт | Результат | Соревнование                |
| --- | ------------ | --------------------------------- | --------- | ---- | --------- | --------------------------- |
| 01. | 29 июня 2023 | Стейт Фарм Стэдиум, Глендейл, США | Мексика   | 1:2  | 1:3       | Золотой кубок КОНКАКАФ 2023 |